# Novellen aus der gelehrten und curiösen Welt
Die Novellen aus der gelehrten und curiösen Welt, von Gottfried Zenner zwischen 1692 und 1697 herausgegeben, sind eine mit aktuellen Wissenschaften unterhaltende deutschsprachige Zeitschrift.
Zenner gab sich selbst als Autor mit seinen Initialen und Beruf „G. Z. IC.“ Gottfried Zenner Jurisconsultus sowie seinem Wohnort, Altenburg, zu erkennen.  Den Verlag des Journals übernahm August Boetius in der Gotha in einer Kooperation mit Friedrich Groschuff in Leipzig.
In der Konstruktion knüpfen die Novellen aus der gelehrten und curiösen Welt an die von Christian Thomasius herausgegebenen Monats-Gespräche an. Näher noch liegen dem Projekt die von Wilhelm Ernst Tentzel herausgegebenen Monatlichen Unterredungen einiger guten Freunde (1689–1698). Anders als Tentzels Zeitschrift leben die Novellen von einer größeren Gruppe von virtuellen Teilnehmern: mehr oder minder gelehrten Männern benebst deren Frauen, deren Schwestern und Freundinnen. Man erhält als Leser einen Geschmack von der Bildungsbeflissenheit der Kleinstadt, die sich hier gesprächsweise abbildet.
Die Novellen sind anders als Tentzes Unterredungen kein klares Rezensionsorgan. Man findet im Inhaltsregister, das jährlich beigegeben wird, „curieuse“ Themen, jedoch keine Buchtitel. Themen können etwa 1696 verschiedene Hinrichtungsmethoden auf der Welt sein. Es geht dabei anders als in den späteren Moralischen Wochenschriften nicht um eine Kritik und Veränderung gegenwärtiger Sitten, eher um Unterhaltung im Umfeld der bekannte gelehrten Journale.